# Masters de Roma 1976
El Abierto de Italia 1976 fue la edición del 1976 del torneo de tenis Masters de Roma. El torneo masculino fue un evento del circuito ATP 1976 y se celebró desde el 24 de mayo hasta el 30 de mayo.  El torneo femenino fue un evento del circuito WTA 1976 y se celebró desde el 23 de mayo hasta el 29 de mayo.

## Campeones

### Individuales Masculino
Adriano Panatta vence a  Guillermo Vilas, 2–6, 7–6, 6–2, 7–6

### Individuales Femenino
Mima Jaušovec vence a  Lesley Hunt, 6–1, 6–3

### Dobles Masculino
Brian Gottfried /  Raúl Ramírez vencen a  Geoff Masters /  John Newcombe, 7–6, 5–7, 6–3, 3–6, 6–3

### Dobles Femenino
Linky Boshoff /  Ilana Kloss vencen a  Virginia Ruzici /  Mariana Simionescu, 6-2, 2-6, 7-5